# Groupe B de la Coupe du monde de rugby à XIII 2017
Le groupe B de la Coupe du monde de rugby à XIII 2017, qui se dispute du 27 octobre 2017 au 2 décembre 2017 en Australie, en Nouvelle-Zélande et en Papouasie Nouvelle-Guinée, comprend quatre équipes dont les trois premières se qualifient pour les quarts de finale de la compétition. Les équipes de Nouvelle-Zélande, des Samoa, de l'Écosse et des Tonga composent ce groupe B qui comprend donc trois nations classées dans les dix meilleures selon le classement mondial de la RLIF. En effet, la Nouvelle-Zélande est 2e, l'Écosse 4e et les Samoa 5e du classement mondial.

## Classement
| Groupe B |              |   |   |   |   |     |     |     |
|          | Équipe       | J | V | N | D | PP  | PC  | Pts |
| 1        | Tonga        | 3 | 3 | 0 | 0 | 110 | 44  | 6   |
| 2        | Nlle-Zélande | 3 | 2 | 0 | 1 | 134 | 42  | 4   |
| 3        | Samoa        | 3 | 0 | 1 | 2 | 40  | 84  | 1   |
| 4        | Écosse       | 3 | 0 | 1 | 2 | 24  | 138 | 1   |

| 28 octobre  | Nlle-Zélande | 38 - 8  | Samoa  | Mount Smart Stadium, Auckland      |
| 29 octobre  | Écosse       | 4 - 50  | Tonga  | Barlow Park, Cairns                |
| 4 novembre  | Nlle-Zélande | 76 - 6  | Écosse | Christchurch Stadium, Christchurch |
| 4 novembre  | Samoa        | 18 - 32 | Tonga  | Waikato Stadium, Hamilton          |
| 11 novembre | Samoa        | 14 - 14 | Écosse | Barlow Park, Cairns                |
| 11 novembre | Nlle-Zélande | 22 - 28 | Tonga  | Waikato Stadium, Hamilton          |

## Les matchs

### Nouvelle-Zélande - Samoa
(mt : 10 - 4)
Points marqués :
- Nouvelle-Zélande : 7 essais de Rapana (4e), Johnson (20e), Takairangi (46e), Nikorima (52e), Liu (55e), Tuivasa-Sheck (68e), Asofa-Solomona (72e); 5 transformations de Johnson (21e, 53e, 57e, 70e, 72e)
- Samoa : 2 essais de Maumalo (36e), Paulo (80e)

Évolution du score : 4-0, 10-0, 10-4, 14-4, 20-4, 26-4, 32-4, 38-4, 38-8
Arbitre :  Jamie Child
Spectateurs : 17 857
Composition des équipes :
- Nouvelle-Zélande : Roger Tuivasa-Sheck - Dallin Watene-Zelezniak, Gerard Beale, Brad Takairangi, Jordan Rapana - Kodi Nikorima (o), Shaun Johnson (m) - Martin Taupau, Thomas Leuluai, Jared Waerea-Hargreaves, Simon Mannering, Joseph Tapine, Adam Blair (c) - Nelson Asofa-Solomona, Russell Packer, Isaac Liu, Danny Levi - Entraîneur : David Kidwell
- Samoa : Young Tonumaipea - Peter Mata’utia, Tim Lafai, Joseph Leilua, Ken Maumalo - Joseph Paulo (o), Ben Roberts (m) - Junior Paulo, Jazz Tevaga, Sam Lisone, Josh Papalii, Frank Pritchard (c), Leeson Ah Mau - Pita Godinet, Herman Ese’ese, Suaia Matagi, Bunty Afoa - Entraîneur : Matt Parish

### Écosse - Tonga
(mt : -)
Points marqués :
- Écosse :
- Tonga :

Évolution du score :
Arbitre :
Spectateurs : 
Composition des équipes :
- Écosse :  - Entraîneur : Steve McCormack
- Tonga :  - Entraîneur : Kristian Woolf

### Nouvelle-Zélande - Écosse
(mt : -)
Points marqués :
- Nouvelle-Zélande :
- Écosse :

Évolution du score :
Arbitre :
Spectateurs : 
Composition des équipes :
- Nouvelle-Zélande : - Entraîneur : David Kidwell
- Écosse :  - Entraîneur : Steve McCormack

### Samoa - Tonga
(mt : -)
Points marqués :
- Samoa :
- Tonga :

Évolution du score :
Arbitre :
Spectateurs : 
Composition des équipes :
- Samoa :  - Entraîneur : Matt Parish
- Tonga :  - Entraîneur : Kristian Woolf

### Samoa - Écosse
(mt : -)
Points marqués :
- Samoa :
- Écosse :

Évolution du score :
Arbitre :
Spectateurs : 
Composition des équipes :
- Samoa :  - Entraîneur : Matt Parish
- Écosse :  - Entraîneur : Steve McCormack

### Nouvelle-Zélande - Tonga
(mt : -)
Points marqués :
- Nouvelle-Zélande :
- Tonga :

Évolution du score :
Arbitre :
Spectateurs : 
Composition des équipes :
- Nouvelle-Zélande : - Entraîneur : David Kidwell
- Tonga :  - Entraîneur : Kristian Woolf